# .bw
.bw je národní doména nejvyššího řádu Botswany. Doménu spravuje Botswana Communications Regulatory Authority. Většina registrací jsou domény třetí úrovně na doménách jako co.bw a org.bw, ale vyskytují se i registrace domén druhé úrovně. Domény je možné registrovat přes některé lokální ISP (je nutné zaslat registrační formulář).